# امیر امیرقلی
امیر امیرقلی (زاده دی ۱۳۶۱ تهران) فعال مدنی و زندانی سیاسی سابق چپ اهل ایران است. او یکی از دستگیرشدگان اعتراضات کارگری ۱۳۹۷ خوزستان است.

## پیشینه فعالیت
- وی در بیستمین مراسم گرامیداشت قربانیان اعدام‌های تابستان ۱۳۶۷ که در خاوران در سال ۱۳۸۷ برگزار شده‌بود، توسط افراد وزارت اطلاعات دستگیر شد، متعاقب آن به ۶ ماه زندان محکوم شد.[نیازمند منبع]
- وی همچنین سال ۱۳۹۳ به اتهام شرکت در تظاهراتی که در حمایت از مردم کوبانی بود به حبس محکوم شد.[۱][۲][۳][۴][۵][۶]

## بازداشت مربوط به هفت تپه سال ۱۳۹۷
امیر امیرقلی از اعضای تحرریه نشریه الکتریکی گام بود که در تاریخ ۲۶ دی‌ماه ۹۷ توسط نیروهای وزارت اطلاعات بازداشت و به بازداشتگاه ۲۰۹ منتقل شد. وی در تاریخ ۲۹ بهمن ماه ۱۳۹۷ به اداره اطلاعات اهواز و سپس به بند قرنطینه زندان شیبان اهواز منتقل شده بود.

### حکم زندان
امیرقلی مجموعاً به زندان ۱۷ سال زندان محکوم شد.
در خصوص اجتماع و تبانی به قصد اقدام علیه امنیت ملی به ۷ سال حبس تعزیری، از بابت اتهام عضویت در گروه گام به ۷ سال حبس تعزیری، از بابت اتهام فعالیت تبلیغی علیه نظام به ۱ سال و شش ماه حبس تعزیری و از بابت اتهام نشر اکاذیب به ۲ سال و شش ماه حبس تعزیری محکوم شدند‎.

### آزادی
امیرقلی در تاریخ ۴ آبان ۱۳۹۸ به واسطه تودیع وثیقه از زندان آزادشد.

## جستارهای پیوسته
- اعتراضات کارگری ۱۳۹۷ خوزستان
- اسماعیل بخشی
- سپیده قلیان